# 诺贝特·胡贝尔 (排球运动员)
诺贝特·胡贝尔（波蘭語：Norbert Huber，1998年8月14日—）是一名波兰职业排球运动员，效力于波超的亚斯琴布斯基煤炭俱乐部和波兰国家队，司职副攻。